# Avenue du Président-Roosevelt (Fontenay-sous-Bois)
Pour les articles homonymes, voir Avenue du Président-Roosevelt.
L'avenue du Président-Roosevelt est une voie de communication de la ville de Fontenay-sous-Bois.

## Situation et accès
Commençant au sud, près du bois de Vincennes, cette avenue croise l'avenue Foch prolongée par l'avenue des Marronniers, franchit la ligne A du RER d'Île-de-France, et se termine à la rue du Commandant-Jean-Duhail, anciennement rue du Parc.
Elle est desservie par la gare de Fontenay-sous-Bois.

## Origine du nom
Cette avenue porte le nom de Franklin Delano Roosevelt (1882-1945), le 32e président des États-Unis. 

## Historique
Cette voie qui relie la ville au bois de Vincennes était l’entrée de la ville avec sa porte d’accès et son mur d’enceinte.
Auparavant, elle était nommée avenue de Fontenay. Ce nom est toujours en vigueur pour la partie de la voie située à Paris dans le bois de Vincennes.
Elle prend le nom d’« avenue du Président-Roosevelt » en 1945.

## Bâtiments remarquables et lieux de mémoire
- Dans l’avenue du Président-Roosevelt ont été aménagés avant la Seconde Guerre mondiale, des abris anti-aériens faisant partie d’un dispositif plus large, appelé la Défense passive[5],[6].